# Triatominae
Triatominae Jeannel, 1919 è una sottofamiglia di insetti rincoti eterotteri della famiglia Reduviidae.

## Biologia
Le specie di questa sottofamiglia possono essere vettori del Trypanosoma cruzi, agente eziologico della malattia di Chagas.

## Tassonomia
Comprende le seguenti tribù:
- Alberproseniini Martínez&Carcavallo, 1977
- Bolboderini Usinger, 1944
- Cavernicolini Usinger, 1944
- Linshcosteini Carcavallo, Jurberg, Lent, Noireau & Galvão, 2000
- Rhodniini Pinto,1926
- Triatomini Jeannel,1919

Tra le specie epidemiologicamente più rilevanti vi sono:
- Triatoma infestans
- Rhodnius prolixus
- Triatoma dimidiata
- Triatoma brasiliensis
- Panstrongylus megistus